# Pomba-rosada
Pombo-rosado ou pomba-rosada (nome científico: Nesoenas mayeri) é uma espécie de ave da família Columbidae e endêmica da ilha Maurício. É o único pombo das ilhas Mascarenhas que não foi extinto. Ele estava à beira da extinção em 1991, quando existiam apenas 10 indivíduos, mas seus números aumentaram devido aos esforços da Durrell Wildlife Conservation Trust desde 1977. Um adulto mede cerca de 32 centímetros do bico à cauda e 350 gramas de peso. Pombos-rosados têm a plumagem rosa pálido na cabeça, ombros e ventre, junto com pés e bico rosas.